# Juliana Machado
Pour les articles homonymes, voir Machado.
Juliana Machado (née le 6 novembre 1994) est une joueuse angolaise de handball qui joue pour le club de Primeiro de Agosto. Elle est membre de l'équipe d'Angola de handball féminin avec laquelle elle a participé au Championnat du monde de handball féminin 2015 au Danemark puis au Championnat du monde de handball féminin 2015 en Allemagne et aux Jeux olympiques d'été de 2016.

## Palmarès

### En club
compétitions internationales
- vainqueur du Super globe féminin en 2019 (avec CD Primeiro de Agosto)

### En équipe nationale
Jeux olympiques
- 8e place aux Jeux olympiques 2016

Championnats du monde
- 16e place au Championnat du monde 2015
- 19e place au Championnat du monde 2017
- 15e place au Championnat du monde 2019

Championnats d'Afrique
- Médaille d'or au championnat d'Afrique 2016
- Médaille d'or au championnat d'Afrique 2021
- Médaille d'or au championnat d'Afrique 2022

Jeux africains
- Médaille d'or aux Jeux africains de 2019.

## Distinctions personnelles
- Meilleure ailière droite du championnat d'Afrique 2022[3]